# Eynhallow
Eynhallow, die „Heilige Insel“ von altnordisch Eyin Helga, ist eine unbewohnte, nur 75 ha große Insel der Orkney im gleichnamigen Sound (Sund) zwischen Mainland und Rousay. Sie erreicht eine Höhe von 40 Metern.
Als man die Insel 1851 anlässlich einer Epidemie räumte und die Gebäude unbewohnbar machen wollte, stellte man überraschend fest, dass eines der Wohnhäuser ursprünglich eine Kirche war.
Eynhallow Church liegt an der Südseite und ist ein Bau aus dem 12. Jahrhundert, der bis ins 16. Jahrhundert als Kirche, danach als Wohn- und Wirtschaftsgebäude benutzt wurde. Sie ist wohl der Nachfolgebau eines älteren Klosters, auf das die Orkneyinga saga (in Kapitel 97) Bezug nimmt. Der bekannte britische Architekturtheoretiker und Architekt William Lethaby, der die noch nicht konservierte Ruine 1897 aufsuchte und den baustrukturellen Zustand ausführlich beschrieb, interpretierte die vorgefundene Gesamtanlage als Kloster – eine Position, die heute nicht mehr vertreten wird. Vielmehr werden die übrigen Gebäudereste und Hofmauern als Reste der nachfolgenden Nutzung als Farm- und Wohngebäude interpretiert.
Auf der Insel gibt es 25 weitere registrierte Bodendenkmale, darunter bei Little Kyarl und Munkerness die Fundamente zweier möglicher Rundhäuser. Die auf der Insel vorhandenen Cairns (NMRS Number: HY32NE 14 (The Grand) und HY32NE 30) werden heute als frühestens mittelalterlich angesprochen. Sie sind also nicht vorgeschichtlichen, sondern neueren Ursprungs als Folge der landwirtschaftlichen Nutzung der Insel.
Die einstige Bedeutung der Insel wird durch zahlreiche Sagen unterstrichen. Die Bauern der benachbarten Inseln holen Erde von der Insel, die ihr Korn vor Ungeziefer schützen soll. Einen von Eynhollow stammenden Stein baute man in den Hauseingang ein.
Eynhallow beherbergt eine der größten Eissturmvogel-Kolonien der Britischen Inseln.